# ユーヌス (モグーリスタン)
ユーヌス（ウイグル語:  يونس خان, Yunus Khan、1416年 - 1487年）は、モグーリスタン・ハン国の君主（在位 : 1468年 / 1469年 - 1487年）。漢語史料ではハージー・アリー（哈只阿力）と表記される。
ナクシュバンディー教団に属する聖者のマウラーナー・ムハンマド・カーズィーはユーヌスと対面した時、彼が自分が想像していたような野蛮なモグール人ではなく、洗練された物腰の人物であったことに驚嘆した。ナクシュバンディー教団の指導者であるホージャ・アフラールはユーヌスの優雅な振る舞いに感銘を受けてモグール人を「真のイスラム教徒」と認め、周辺諸国のスルターンにモグール人を異教徒の奴隷と同じように売買することを禁止するよう書簡を送ったと、ユーヌスの孫ミールザー・ハイダル・ドゥグラトは伝えている。ハイダルは著書『ターリーヒ・ラシーディー』の中でユーヌスの教養と武勇を挙げ、彼をチャガタイ家のハンの中で最高の人物だと賞賛した。モグーリスタンのハンに即位したユーヌスはかつて身に付けた定住民の文化を捨て、遊牧民として生活した。

## 生涯

### 父ワイスの死
モグーリスタン・ハン国の君主ワイスの長子として生まれる。ワイスが暗殺された時、ユーヌスと彼の弟のエセン・ブカのどちらをモグーリスタン・ハン国の後継者とするかで国内が2つに割れた。内戦の結果、ユーヌスは従者を伴ってサマルカンドを統治するティムール朝の統治者ウルグ・ベクの元に亡命するが、監禁される。ユーヌスはティムール朝の君主シャー・ルフの元に送られて厚いもてなしを受ける。イランに移ったユーヌスはサラーフッディーン・アリー・ヤズディーらの下で学問を修めた。

### 後継者争い
モグーリスタンの単独統治者となったエセン・ブカはたびたびティムール朝に侵入し、モグーリスタン軍の侵入に悩まされたティムール朝の君主アブー・サイードはチャガタイ家の内部分裂を図り、1456年にユーヌスをモグーリスタンに送り返した。アブー・サイードが送った軍隊を伴って帰国したユーヌスはアミール（貴族）の中に支持者を獲得し、そのうちの一人であるMir Pir Haji Kunjiの娘ダウラト・ベギムを妻とした。ユーヌスはドゥグラト部のアミール・サイイド・アリーが支配するカシュガルに進軍するが、カシュガル北東のフワニー・サーラールでエセン・ブカとサイイド・アリーの連合軍に敗北する。敗戦後ユーヌスはアブー・サイードを頼り、イリ地方、イシク・クル周辺に政権を樹立した。ユーヌスは再びモグーリスタンに戻り、アミールたちの支援を受けて戦ったが、エセン・ブカに決定的な勝利を収めることはできなかった。
1457年にアミール・サイード・アリーが没した後、彼の子のSaniz Mirzaはカシュガルの支配を確立するためにユーヌスに援助を求めた。ユーヌスがカシュガルに到着したとき、カシュガルで敬意を払われていたサイイドの一人Amir Zia-ud-Dinをバダフシャーンのシャー・スルタン・ムハンマド・バダフーシーの元に派遣し、バダフーシーの6人の娘のうち一人をユーヌスの元に嫁がせることを提案した。バダフーシーは四女のスルタン・ベギムをユーヌスの元に送り、従属を誓った。後にユーヌスはスルタン・ベギムとの間に2人の息子と2人の娘をもうけた。
1462年にエセン・ブカが没し、モグーリスタンはユーヌスとエセン・ブカの子ドースト・ムハンマドを支持する派閥に二分された。ムハンマドはアクスを本拠地としてモグーリスタン東部（ウイグルスタン）を支配し、伝統的な遊牧生活を否定する政策を採っていた。一時期ムハンマドはカシュガルを支配下に置いて優位に立つが、1468年/69年にユーヌスはアクスでムハンマドを討ち、単独のハンとなった。ムハンマドの遺児ケベク・スルタンはトルファンに逃れ、数年の間同地を統治した。

### 即位後
即位後、ユーヌスは1460年代に成立したカザフ・ハン国とティムール朝との友好関係を保ち、カザフと同盟してウズベクと敵対した。1468年にシャイフ・ハイダルに率いられたウズベクがモグーリスタンに侵入するが、モグーリスタン軍はシャイフ・ハイダルを戦死させ、ムハンマド・シャイバーニー・ハンの即位に至るまでの間ウズベクの勢力は弱体化することになる。
同1468年にティムール朝のアブー・サイードが白羊朝との戦いで敗死した後、アブー・サイードの息子たちが王位を請求して各地で割拠したため、モグーリスタンとティムール朝の間で結ばれた協定は複雑なものになる。
ユーヌスは伝統的な遊牧生活を捨てて定住生活を採る政策を進めるが、アミールたちは彼の方針に反対し、反対勢力の一人であるシャイフ・ジャマールはユーヌスを拘束して数年の間モグーリスタンの実権を握った。ユーヌスの最初の妻であるイサン・ダウラト・ベギムはジャマールの部下ホージャ・カランに与えられたが、ホージャ・カランはイサン・ダウラト・ベギムの邸宅を訪れた際にイサン・ダウラト・ベギムの策略によって暗殺される。この事件の直後にジャマールはモグーリスタンのアミールによって暗殺され、1472年にユーヌスは遊牧生活を営むことを条件に反対派から解放された。同年にウイグルスタンのケベク・スルタンが部下の手によって殺害されると、ユーヌスは彼の部下がウイグルスタンを統治することを認める。
シャイフ・ジャマールの死後、モグーリスタン・ハン国とティムール朝との婚姻外交が積極的に行われた。ユーヌスはティムール朝のサマルカンド政権の君主スルタン・アフマドとフェルガナを支配するアフマドの弟ウマル・シャイフがタシュケントとサイラムを巡る争いに介入し、1484年に両者の仲介者として振る舞い、モグーリスタンのタシュケントとサイラムの領有を認めさせた。タシュケントで定住生活を営もうと考えるユーヌスにモグーリスタンのアミールの多くは反対し、彼らの多くはユーヌスの次子アフマド・アラクの元に移動した。治世の後半にはヤルカンドを支配するドグラト部の領主アブー・バクルが半ば独立勢力と化し、アブー・バクルの叔父であるムハンマド・ハイダルはユーヌスに援助を求めたが、1479年/80年にユーヌスとムハンマドはヤルカンド近郊でアブー・バクルに敗れた。
1487年にユーヌスはタシュケントで没した。死後、モグーリスタンの東部はアフマドが支配し、タシュケントはユーヌスの長子マフムードが支配した。

## 家族
- 妻：ダウラト・ベギム
- 妻：スルタン・ベギム
- 男子：マフムード
- 男子：アフマド・アラク
- 女子：ミフル・ニガール・ハーヌム
- 女子：クトルグ・ニガール・ハーヌム - ムガル帝国の創始者バーブルの母[9]
- 女子：フブ・ニガール・ハーヌム - 歴史家ミールザー・ハイダル・ドゥグラトの母[10]
- 女子：スルターン・ニガール・ハーヌム